# Erich Mußfeldt
Erich Mußfeldt, a veces escrito Muhsfeldt o Mussfeld (Neubrück, Brandeburgo, 18 de febrero de 1913 – Cracovia, Polonia; 28 de enero de 1948) fue un SS-Oberscharführer (Sargento Superior), adscrito como Jefe de los Sonderkommando, en el campo de concentración de Auschwitz, durante la Segunda Guerra Mundial.

## Biografía

### Vida personal
Mußfeldt nació el 18 de febrero de 1913. En 1933 se afilió a las SA, y en 1939 se afilió al Partido Nazi. En el momento de ingresar al servicio en la SS-Totenkopfverbände, se encontraba casado y con un hijo, que fue posteriormente muerto en un bombardeo de los Aliados sobre Alemania. No se conoce el destino de su esposa. Según el testimonio del Dr. Myklós Nyiszli, en su libro "Relato de un doctor testigo", su esposa fue muerta en un bombardeo y su hijo perdió la vida al ser enviado como soldado al Frente Oriental.

### Segunda Guerra Mundial
Originalmente sirvió en el campo de concentración de Auschwitz I, el año 1940, cuando fue transferido al campo de exterminio de Majdanek, el 15 de noviembre de 1941. Cuando el campo de Majdanek fue cerrado, estuvo encargado de la ejecución final de los prisioneros restantes del campo, siendo nuevamente transferido al de Auschwitz, en junio de 1942, donde sirvió como Supervisor Jefe del Comando Especial o Sonderkommando, en los Crematorios II y III en Auschwitz II (Birkenau), junto a los sargentos Otto Moll y Hans Aumeier.
A pesar de ser un asesino de masas, mantuvo una inusual relación de amistad con el renombrado médico judío húngaro Miklós Nyiszli, quien era obligado a realizar autopsias y experimentos inhumanos bajo las órdenes del Dr. Josef Mengele. El Dr. Nyiszli, sobrevivió a la guerra y después dio suficiente evidencia acerca de lo que había pasado en Auschwitz.
El Dr. Nyiszli describió un incidente cuando Mußfeldt se presentó a realizar un chequeo de rutina después de ejecutar personalmente a 80 prisioneros de disparos en la nuca, antes de enviarlos a su cremación. El médico comentó que Mußfeldt tenía una presión sanguínea altísima y le indicó que seguramente esto estaba relacionado al incremento de "tráfico", que era el término usado por el asesino de masas para referirse a las víctimas que iban llegando al campo. Mußfeldt le replicó furioso que para él, era igual asesinar a una o a ochenta personas, y que su presión sanguínea era tan alta por el alto nivel de alcohol que consumía a diario.

### Juicio y ejecución
Después de la guerra, Mußfeldt fue arrestado y trasladado a Cracovia, donde se hallaba el Tribunal Supremo de Justicia de Polonia. El juicio fue realizado entre el 25 de noviembre y el 16 de diciembre de 1947, durante el cual testigos lo describieron como alguien brutal y extremadamente cruel, que incluso ahogaba a los presos en las alcantarillas. Mußfeldt fue encontrado culpable y sentenciado a muerte el 22 de diciembre de 1947, siendo colgado el 28 de enero de 1948 en la prisión de Montelupich en Cracovia.